# Potamyia flava
Potamyia flava là một loài Trichoptera trong họ Hydropsychidae. Chúng phân bố ở miền Tân bắc.